# 教育功労章
教育功労章（きょういくこうろうしょう、フランス語: Ordre des Palmes académiques、パルム・アカデミック勲章）は、フランス国民教育省によって教育関係者に与えられる勲章。高等教育を含む教育全般に多大な貢献をした者に与えられる勲章であり、フランス人だけでなく、フランス語教育やフランスとの文化交流に貢献した外国人、フランスの学術研究を積極的に紹介した外国人も対象とされる。
1808年にナポレオン・ボナパルトによって創設され、1955年に現在の教育功労章が制定された。シュヴァリエ（騎士、3等）、オフィシエ（将校、2等）、コマンドゥール（司令官、1等）の3等級がある。

## 歴史

### 前史 - 1808年の政令
フランス革命以前の教育は主に聖職者によって行われていたが、革命後の1802年5月1日の法律によるリセ（高等学校）の設立、高等教育に関する1806年5月10日の法律（適用法としての1808年5月17日の政令（デクレ））による帝国大学の設立、1808年5月17日の政令付属書によるバカロレア（「月桂冠（bacca laurea、couronne de lauriers）」の意）の学位制定など、フランス公教育が組織化された。
また、1808年5月17日の政令第4条で、控訴院の各管轄区に相当する大学区（アカデミー）を設置するとし、同年10月18日にこの数が18と定められた。この結果、以下のように、教育者の3つの等級が制定され、これに応じた勲章が授与された。ただし、今日の勲章の正章および略綬のようにピンなどで取り付けるのではなく、制服に縫い付けて着用した。
- 大学区の将校（オフィシエ）― リセの校長、学監および第1学年・第2学年の教員、コレージュ（中学校）と他の優れた教育機関の校長。白と青の絹製の棕櫚の枝2本から成る勲章。
- 大学の将校（オフィシエ）― 大学評議会の通常評議員、大学視学官、大学区総長・大学区視学官、学部長・学部教授、その他優れた功績に基づいて大学総長によって任命された者。銀製の棕櫚の枝2本から成る勲章。
- 大学運営・管理責任者（ティテュレール）― 皇帝によって任命される大学総長、大学書記官、大学財務官の3つの官職、および大学評議会の終身評議員。金製の棕櫚の枝2本から成る勲章。

この後、教育制度および教育行政機関の変遷に伴って官職・階級が変化し、勲章の等級・意匠も変化した。1828年にそれまで委員会や評議会の位置づけであった中央教育（公教育）行政機関が公教育省に昇格され、さらに1932年のエドゥアール・エリオ内閣成立に伴って国民教育省に改称された。
一方、1866年には、公教育相に就任したばかりのヴィクトル・デュリュイの提案に基づいてナポレオン3世が発した同年4月7日の政令により、公教育機関に所属する者以外で教育に多大な貢献をした者にも教育功労章が授与されることになった。

### 制定 - 1955年の政令
現在の教育功労章が制定されたのは、ルネ・コティ大統領、エドガール・フォール閣僚評議会議長、ジャン・ベルトワン国民教育相の連名による1955年10月4日の政令第55-1323号によってである。同政令により教育功労章議定官会議は、国民教育相と（共和国大統領によって任命される）レジオン・ドヌール勲章勲局の総裁の推薦に基づき、国民教育相によって任命されたレジオン・ドヌール勲章勲局の議定官（国民教育省中央管理局の各局長、国民教育監察総監、国民教育・研究管理監察総監）によって構成され、国民教育相が同会議の議長を務める。これは60年後の2015年6月10日の政令第2015-652号による教育功労章の最終修正時にも変わっていない。
等級も現在のシュヴァリエ（騎士、3等）、オフィシエ（将校、2等）、コマンドゥール（司令官、1等）の3等級が定められた。
勲章の意匠は、これまで英知、平和、豊穣、栄光の象徴であるオリーブの木と成功の象徴である月桂樹をデザインしたものであったが、金具工芸師のレイモン・シューブが1808年制定の勲章と同じように棕櫚の枝2本をデザインした意匠を制作した。なお、シューブは芸術文化勲章の意匠も制作している。
1963年にシャルル・ド・ゴール大統領が従来の複数の勲章を廃止し、これらに代わるものとして国家功労勲章を制定した際にも、クリスチャン・フーシェ国民教育相の要請により、教育功労章は（芸術文化勲章、農事功労章、海事功労章とともに）維持されることになった。
1962年に共和国大統領および国民教育省の後援により教育功労章受章者（会員）協会（AMOPA）が設立され、1968年に公益認定を受けた。
2002年4月19日の政令第2002-563号により、各等級の年間受章者数の上限がシュヴァリエ7570人、オフィシエ3785人、コマンドゥール280人に定められ、さらに、2018年8月29日の政令では、シュヴァリエが4547人、オフィシエが1523人と半数以下に制限された。

## 勲章の意匠
|      | シュヴァリエ（3等） | オフィシエ（2等）            | コマンドゥール（1等） |
| ---- | ------------------- | ---------------------------- | --------------------- |
| 正章 |                     | （1955年の改定前のデザイン） |                       |
| 略綬 |                     |                              |                       |

## 受章者
受章者のごく一部を以下に示す。括弧内は受章年。

### シュヴァリエ（3等）
- ワシーリー・アンドレーエフ - ロシアの民族楽器演奏家、指揮者、作曲家（1892年）[18]
- リュドミラ・ウリツカヤ - ロシアの小説家（2003年）[19]
- トミー・ウンゲラー - フランスの作家、イラストレーター（2005年）[20]
- リチャード・ウィルバー - アメリカ合衆国の詩人[21]
- アミーナ・グリブ＝ファキム - モーリシャスの生物学者、大統領（2010年）[22]
- 榊佳之 - 日本の分子生物学者（2001年）[23]
- チェルヌシュ・シャーンドル - ハンガリーの歴史学者、外交官（1998年）[24]
- フランソワ・ジャコブ - フランスの病理学者、遺伝学者[25]
- フィリップ・セガン - フランスの政治家[26]
- エドワード・ダイカー - オーストラリアの歴史学者（2000年）[27]
- フランソワ・チェン - 中国出身、フランスで活躍した小説家、詩人、評論家[28]
- チャールズ・ティリー  - アメリカ合衆国の社会学者[29]
- 辻静雄 - 日本のフランス料理研究家（1981年）[30]
- ミシェル・ナヴラティル - タイタニック号沈没事故の生存者、哲学教授（1964年）[31]
- ロマン・バルデ - フランスの自転車競技選手（2019年）[32]
- ピエール・パンスマイユ - フランスのオルガン奏者[33]
- セザール・フランク - ベルギー出身、フランスで活躍した作曲家、オルガン奏者（1884年）[34]
- シュリ・プリュドム - フランスの詩人[25]
- ベルナール・ブルジョワ - フランスの哲学者[35]
- ロベルト・ベンツィ - フランスの指揮者[36]
- 室伏きみ子 - 日本の生物学者（2013年）[37][38]
- ローラン・ガメ - 比較労働法を専門とするフランスの学者。[39]
- ジャック・モノー - フランスの生物学者[25]
- パトリック・ルイ - フランスの政治家[40]
- クロード・ルクトゥ - フランスの文学研究者（1995年）[41]
- ジャン＝ベルナール・レイモン - フランスの政治家[42]
- ジャン＝マリー・レーン - フランスの化学者（1989年）[43]
- アシール・ロージェ - フランスの画家（1898年）[44]
- 棚沢直子 - フランス文学者、東洋大学名誉教授(2005年)
- 澤田直 - 日本のフランス哲学・文学者（2018年）[45]
- 小林路易 - フランス文学者、比較文学者[要出典]

### オフィシエ（2等）
- モーリス・アレ - フランスの経済学者、物理学者（1949年）[46]
- 渡辺明正 - 日本のフランス文学者（1975年）[要出典]
- フェルナンド・エンリケ・カルドーゾ - ブラジルの政治家（大統領）、社会学者（1997年）[47]
- 河合斌人 - 日本の実業家、教育者（1992年）[48]
- アルフレッド・ケネー・ド・ボルペール - フランスの軍人、画家
- ジャン＝クロード・ゴーダン - フランスの政治家（1998年）[49]
- クレール・ジボー - フランスの指揮者、政治家[50]
- ピエール・シャンボン - フランスの遺伝学者（1993年）[51][52]
- 鈴木康司 - 日本のフランス文学者（1987年）[53]
- エルヴェ・ティス - フランスの物理化学者[54]
- マリー・デュエム - フランスの画家[55]
- ジル・ドメイリィ - フランスの化学者、政治家[56]
- オドゥワン・ドルフュス - フランスの天文学者（2016年）[57]
- 中村睦男 - 日本の憲法学者（2004年）[58]
- シモン・ノラ - フランスの政治家[59][60]
- ジャン＝ロベール・ピット - フランスの地理学者[61]
- カルミナ・ビルジリ - スペインの地質学者（1990年）[62]
- フェルディナン・フォッシュ - フランスの軍人[25]
- アンリ・ベルクソン - フランスの哲学者[25]
- ジャン＝リュック・マリオン - フランスの哲学者[63]
- 宮田清藏 - 日本の工学者（2004年）[64]
- 飯田年穂 - 日本の政治学者、明治大学名誉教授（2004年）[要出典]
- 松村剛 - 日本のフランス文学者（2018年）[65]
- 立花英裕 - 日本のフランス文学者（2021年）[66] (※2001年にシュヴァリエ（3等）を受章[67])
- 大六野耕作 - 日本の政治学者、明治大学学長（2021年）[66]
- 羽田正 - 日本の歴史学者（2021年）[66]

### コマンドゥール（1等）
- アナトール・アブラガム - フランスの物理学者[68]
- ルイ・アルマン - フランスの技術者[69]
- クロード・アレグル - フランスの地球化学者、政治家[70]
- ルネ・カサン - フランスの法学者[71]
- エレーヌ・カレール・ダンコース - フランスの歴史学者[72]
- アンドレ・フレデリック・クルナン - ドイツの医師[73]
- レオポール・セダール・サンゴール - セネガルの政治家、初代大統領[74]
- ピエール・シェンデルフェール - フランスの映画監督[75]
- アンドレ・シャステル - フランスの美術史家（1974年）[76]
- エヴリー・シャツマン - フランスの天体物理学者[77]
- ガストン・ジュリア - フランスの数学者[78]
- リオネル・ジョスパン - フランスの経済学者、政治家（1988年）[79]
- シリントーン - タイ王国の王族（1990年）[80]
- ベルナール・セルキリーニ - フランスの言語学者（2001年）[81]
- グザヴィエ・ダルコス - フランスの政治家[82]
- ベアトリス・ディディエ - フランスの文芸評論家（1990年）[83]
- ジャック・ティッツ - ベルギー出身、フランスの数学者（1993年）[84]
- ジョルジュ・デュビー - フランスの歴史学者[85]
- ルネ・ジャン＝デュピュイ - フランスの法学者[86]
- ジョルジュ・デュメジル - フランスの歴史学者、言語学者[87]
- ルイ・ネール - フランスの物理学者（1970年）[88]
- マルセル・パニョル - フランスの小説家、劇作家（1961年）[25]
- ルイ・ド・ブロイ - フランスの物理学者[89]
- テオドール・モノ - フランスの博物学者[90]
- ポール・リクール - フランスの哲学者[91]
- クロード・レヴィ＝ストロース - フランスの人類学者、民族学者[92]
- ジル・ド・ロビアン - フランスの政治家[93]
- ジュール・ロマン - フランスの詩人、小説家[94]
- 安西祐一郎 - 日本の工学者（2005年）[95]
- 清成忠男 - 日本の経営学者（2006年）[96]
- リュシー・オブラック - フランスの対独レジスタンス運動家（2007年）[25]
- アルベール2世 (モナコ公)（2009年）[97]
- フィリップ・ヴァルテール - フランスの文学研究者（2013年）[98]
- 西堀昭 - 日仏文化交流研究者、横浜国立大学名誉教授（2017年）[99]